# Адміністративний устрій Котелевського району
Адміністративний поділ Котелевського району — адміністративно-територіальний поділ Котелевського району Полтавської області на 1 селищну раду і 9 сільських рад, які об'єднують 39 населених пунктів.

## Список сільських радКотелевського району
| №  | Назва                          | Центр              | Населені пункти | Площа км² | Місце за площею | Населення (2001), чол. | Місце за населенням |
| -- | ------------------------------ | ------------------ | --- | --------- | --------------- | ---------------------- | ------------------- |
| 1  | Котелевська селищна рада       | смт Котельва       | смт Котельва с. Камінне с. Михайлове с. Чернещина                                                                   |           |                 |                        |                     |
| 2  | Більська сільська рада         | c. Більськ         | c. Більськ |           |                 |                        |                     |
| 3  | Великорублівська сільська рада | c. Велика Рублівка | c. Велика Рублівка                                                                                                  |           |                 |                        |                     |
| 4  | Деревківська сільська рада     | c. Деревки         | c. Деревки с. Любка с. Млинки                                                                                       |           |                 |                        |                     |
| 5  | Ковалевська сільська рада      | c. Ковалеве        | c. Ковалеве с. Маловидне с. Стадниця                                                                                |           |                 |                        |                     |
| 6  | Козлівщинська сільська рада    | c. Козлівщина      | c. Козлівщина с. Ворони с. Діброва с. Зуби с. Касяни с. Підварівка с. Терещенки                                     |           |                 |                        |                     |
| 7  | Малорублівська сільська рада   | c. Мала Рублівка   | c. Мала Рублівка с. Дем'янівка с. Лихачівка с. Мар'їне                                                              |           |                 |                        |                     |
| 8  | Микілківська сільська рада     | c. Микілка         | c. Микілка с. Гетьманка с. Зайці с. Терни с. Шевченкове                                                             |           |                 |                        |                     |
| 9  | Милорадівська сільська рада    | c. Милорадове      | c. Милорадове с. Борівське с. Глобівка с. Зайці Другі с. Ковжижа с. Лабурівка с. Матвіївка с. Назаренки с. Чоботарі |           |                 |                        |                     |
| 10 | Сидоряченська сільська рада    | c. Сидоряче        | c. Сидоряче с. Михайлівка Перша                                                                                     |           |                 |                        |                     |

* Примітки: м. - місто, смт - селище міського типу, с. - село